# Secun de la Rosa
Secun de la Rosa (Barcelone, 23 décembre 1969) est un acteur, auteur et réalisateur et metteur en scène espagnol. 
Il étudie l'art dramatique à l’atelier de Cristina Rota, et bien qu'il soit connu grâce à ses rôles au cinéma et à la télévision, il a aussi travaillé comme auteur et réalisateur de théâtre. Il a reçu pour cela des prix comme  auteur-réalisateur, ainsi que le Premio al mejor actor de la Unión de Actores 2003 comme acteur.

## Filmographie

### Longs métrages
- Vadene via de Max Vianchi, Ana Pamplons
- Me da igual(2000) de David Gordon.
- Aunque tú no lo sepas (2000) de J.V. Cordova.
- Peor imposible (2002) de José Semprúm/David Blanco.
- Noche de reyes de Miguel Bardem.
- El otro lado de la cama (2002) de Emilio Martínez-Lázaro.
- Días de fútbol (2003) de David Serrano.
- Los abajo firmantes (2003) de Joaquín Oristrell.
- Incautos (2004) de Miguel Bardem.
- Hay motivo (2004) de Joaquín Oristrell.
- El chocolate del loro (2004) d'Ernesto Martín.
- Las aventuras de Pocholo y Borjamari (2004) de Juan Cabestany, Enrique Lavigne.
- Los dos lados de la cama (2005) d'Emilio Martínez-Lázaro.
- El síndrome de Svensson (2006) de Kepa Sojo.
- Encerrados en la mina de David Serrano.
- Casual day (2007) de Max Lemcke.
- Cinco metros cuadrados (2011) de Max Lemcke : Nacho
- Cinco metros cuadrados, comme Nacho. De Max Lemcke (2011) [Quoi ?]
- Lobos de Arga, comme Mario. De Juan Martínez Moreno (2011)
- 2012 : Del lado del verano d'Antonia San Juan
- 2013 : Les Sorcières de Zugarramurdi (Las brujas de Zugarramurdi d'Álex de la Iglesia : l'inspecteur Pacheco
- 2014 : Negociador (El problema número uno) de Borja Cobeaga
- 2014 : Pancho, el perro millonario de Tom Fernández
- 2014 : Hablar de Joaquín Oristrell
- 2015 : El tiempo de los monstruos de Félix Sabroso
- 2017 : El bar d'Álex de la Iglesia
- 2017 : Holy Camp! (La llamada) de Javier Ambrossi et Javier Calvo : Carlos
- 2018 : Tiempo después

### Courts métrages
- Al rojo vivo de Raúl Muñoz.
- Postales de la India (2000) de Juanjo Díaz Polo.
- Desaliñada (2001) de Gustavo Salmerón (en).

### Télévision
- Los irrepetibles, laSexta
- Aída, Tele5
- Paco y Veva, TVE
- 7 vidas, Tele5
- Cuéntame cómo pasó, TVE
- El grupo, Tele5
- Policías Tele5
- Compañeros, Antena 3

## Théâtre
- El rincón de la borracha de Secun de la Rosa.
- Los openheart d'Andrés Lima.
- Pensar amb els ulls de Joan Brossa.
- Radio para, de Secun de la Rosa.
- Obedecedor d'Amparo Valle.
- El homosexual de Copi de Gustavo Tambascio.
- Lorca Cía. Lluis Pascual.
- Susrealismos Cía. Caracalva.
- Te odio de Juanjo Díaz Polo.
- A las tantas de Secun de la Rosa.
- Anoche por poco sueño contigo, Compañía Caracalva
- Bola de sebo Alberto San Juan, Compañía Animalario.
- Oración, Fernando Arrabal, Compañía Madera 17.
- Esperando al zurdo, de Cristina Rota.